# Liste von Dateisystemen
Dies ist eine Liste von Dateisystemen. Dateisysteme finden auf Computern Anwendung, um Dateien in Verzeichnissen strukturiert abzulegen.

## Dateisysteme für Datenträger
Diese Dateisysteme sorgen mit unterschiedlichen Mitteln für eine sinnvoll geordnete Speicherung der Daten auf Datenträgern. Dabei gehen sie oft auf spezielle Eigenschaften von Datenträgern ein. Die meisten von ihnen stammen von einem bestimmten Betriebssystem oder einer bestimmten Rechnerplattform und sind oftmals auf bestimmte Weise darauf spezialisiert und wurden oder werden infolgedessen vorwiegend dort eingesetzt. Trotzdem kann auch von Fremdsystemen aus auf diese zugegriffen werden, sofern das Betriebssystem dies direkt unterstützt oder es dem Betriebssystem über entsprechende Treibersoftware ermöglicht wird. Ausnahmen bilden Dateisysteme, die eine erweiterte Berechtigung unterstützen, die Möglichkeit der Verschlüsselung bieten, oder deren genaue Funktionsweise ein Betriebsgeheimnis ist (zum Beispiel NTFS).
Viele frühe Betriebssysteme (zum Beispiel CP/M, Apple DOS, Commodore DOS) hatten jeweils nur ein Dateisystem, das keinen eigenen Namen trug. Diese sind im Bedarfsfall mit dem Hersteller genauer zu bezeichnen.

### Dateisysteme für Festplatten
Die folgenden Dateisysteme wurden oder werden primär auf Festplatten eingesetzt. Sie sind dabei jeweils nach dem primären Zielbetriebssystem eingeordnet.

#### Amiga
- FFS (Amiga Fast File System): Dateisystem unter AmigaOS ab Version 1.3 (nicht verwechseln mit Berkeley FFS)
- IceFS – optionales Freeware-Dateisystem für MorphOS
- JXFS: Dateisystem unter AmigaOS ab Version 4.1
- OFS (Old/Original File System): eingesetzt bei AmigaOS bis einschließlich Version 1.3, ursprünglich Amiga File System
- PFS (Professional File System): AmigaOS-Dateisystem – Atomare Speicherart
- SFS (Smart File System): Einsetzbar ab AmigaOS 3.x, Standarddateisystem unter MorphOS

#### Apple
- Apple DOS: diskettenbasiertes Dateisystem für den Apple II
- Apple SOS: Weiterentwicklung von Apple DOS für den Apple III, für Disketten (5,25″ und 3,5″) und Festplatten (Apple ProFile 5 MB und 10 MB)
- Apple ProDOS: Dateisystem der späten Apple-II-Modelle (Apple IIe und Apple IIgs), dateisystemkompatibel mit Apple SOS
- MFS (Macintosh File System): hierarchieloses Dateisystem mit Macintosh-spezifischen Eigenschaften, auf frühen Macintosh-Modellen (Macintosh 128 und Macintosh 512)
- HFS (Hierarchical File System): hierarchisches Dateisystem mit Macintosh-spezifischen Eigenschaften, auf Macintosh-Modellen ab 1986 (ab Macintosh Plus)
- HFS+: weiterentwickelte Variante von HFS mit Journaling und großzügigeren Beschränkungen für Dateigrößen, Volumegrößen usw., Standard unter Mac OS 8.1 bis macOS 10.12
  - HFSX: Variante von HFS+ mit Unterscheidung von Groß- und Kleinbuchstaben,[1] Standard bis iOS 10.2
- APFS (Apple File System): Nachfolger von HFS+, Standard seit iOS 10.3 und macOS 10.13 (erst mit macOS 10.14 auch auf Fusion Drive)

#### RiscOS und Acorn
- DFS (Disc Filing System): hierarchieloses Diskettendateisystem von Acorn (nicht verwechseln mit Microsoft DFS)
- ADFS (Advanced Disc Filing System): weiterentwickelte Variante von DFS mit Hierarchie und Fragmentierung, unter RISC OS

#### Haiku und BeOS
- BFS (Be File System): Standarddateisystem unter BeOS
- OpenBFS (Open Be File System): weiterentwickelte Variante von BFS, assoziatives Journaling-Dateisystem

#### Linux
- bcachefs: Copy-On-Write-Dateisystem, welches die Möglichkeit bietet, Snapshots zu erstellen und unter anderem Komprimierung und Verschlüsselung bietet
- btrfs (Btree File System) – ursprünglich mit Linux entwickeltes sogenanntes Copy-On-Write-Dateisystem, welches die Möglichkeit bietet, sogenannte Snapshots zu erstellen
- EcryptFS (Enterprise Cryptographic Filesystem) – ein verschlüsselndes Dateisystem mit Unterstützung im Linux-Kernel
- EncFS (Encrypted File System) – ein auf FUSE aufbauendes, verschlüsselndes Userland-Dateisystem
- ext (Extended File System) – mit dem Linux-Kernel entwickeltes Dateisystem
  - ext – weiterentwickelte Variante des minix-Dateisystems
  - ext2 (Second Extended File System) – weiterentwickelte Variante von ext mit erweiterten Grenzen; war lange Zeit das Standard-Dateisystem unter Linux
  - ext3 (Third Extended File System) – weiterentwickelte Variante von ext2 mit Journaling
  - ext3cow (Third Extended File System with Copy-On-Write) – weiterentwickelte Variante von ext3 mit Copy-On-Write-Funktionalität
  - Next3 – auf ext3 aufbauendes Dateisystem, welches die Möglichkeit bietet, sogenannte Snapshots zu erstellen
  - ext4 (Fourth Extended File System) – weiterentwickelte Variante von ext3, u. a. mit erweiterten Grenzen; ist rückwärtskompatibel und ersetzt ext2/3 vollständig
- FTPFS – ein auf FTP aufbauendes Kernelmodul; wurde etwa 2005 abgelöst von LUFS/FUSE oder CurlFtpFS
- JFS – Linux-Portierung des Enhanced Journaled Filesystem (JFS2) von IBM
- NILFS (New Implementation of a Log-structured File System) – ein Logging-Dateisystem von NTT
- NILFS2 – weiterentwickelte Variante von NILFS
- OrangeFS – ein verteiltes (oder paralleles) Dateisystem, welches auf dem Parallel Virtual File System aufbaut
- ReiserFS – ein Journaling-Dateisystem von Namesys
- Reiser4 – ein Journaling-Dateisystem mit effizienter Speicherung und Plugin-Unterstützung, von Namesys
- Tux3 – ein versionierendes Dateisystem

#### Microsoft
- FAT12: frühes Dateisystem der FAT-(File-Allocation-Table)-Dateisystemfamilie unter ROM-BASIC und MS-DOS, heute noch gängig für Disketten (wird von nahezu jedem Betriebssystem unterstützt)
- FAT16: neuere Variante in der FAT-Dateisystemfamilie mit erweiterten Limits gegenüber FAT12 (wird von nahezu jedem Betriebssystem unterstützt)
- FAT32: neuere Variante der FAT-Dateisystemfamilie mit erweiterten Limits gegenüber FAT16, ab Windows 95b bzw. Windows 2000 (wird von neueren Betriebssystemen unterstützt)
- exFAT: für den Einsatz auf Flash-Speicher spezialisierte Version von FAT32
- FATX: spezialisierte Variante von FAT16/FAT32 für die Xbox
- NTFS (New Technology File System): Journaling-Dateisystem der Windows-NT-Produktlinie, dort das Standarddateisystem.
- ReFS (Resilient File System; deutsch Robustes Dateisystem): Neues Dateisystem, eingeführt mit Windows 8,[2] basierend auf B+-Bäumen
- VFAT (Virtual FAT): Optionale Erweiterung von FAT12/FAT16/FAT32, um Unterstützung für lange Dateinamen und Sonderzeichen zu gewährleisten, ab Windows 95

#### NetWare
- NetWare File System: Standarddateisystem bei den Netware-Versionen 2 bis 5
- NSS (Novell Storage Services): Journaling-Dateisystem in NetWare ab Version 5

#### OS/2
- JFS2 (Journaled File System): Journaling-Dateisystem von IBM
- HPFS (High Performance File System): Dateisystem mit Metadatenunterstützung

#### QNX
- Qnx4fs (QNX 4 File System): Standarddateisystem ab QNX-Version 4
- Qnx6fs (QNX 6 File System): Dateisystem in QNX-Versionen ab 6.4

#### UNIX
- AdvFS (Tru64 Unix Advanced File System): Journaling-Dateisystem unter Tru64 UNIX
- AFS (Acer Fast Filesystem): Dateisystem unter SCO OpenServer (nicht verwechseln mit Andrew File System)
- DTFS (Desktop File System): Dateisystem mit Kompression unter SCO OpenServer
- EAFS (Extended Acer File System): weiterentwickelte Variante von AFS, unter SCO Unix
- EFS (Extent File System): Dateisystem unter IRIX, Vorgänger von XFS
- FFS (Berkeley Fast File System): Variante von UFS unter BSD (nicht verwechseln mit Amiga FFS)
- HTFS (High Throughput File System): Standarddateisystem unter SCO OpenServer
- LFS (Log-structured File System): weiterentwickelte Variante von UFS mit Logging-Funktionalität
- minix: Dateisystem des gleichnamigen Betriebssystems
- s5fs (System V File System): das klassische Dateisystem des System-V-Unix von AT&T
- UFS (Unix File System): verwendet unter Solaris und BSD
- VxFS (Veritas Journaling File System): Journaling-Dateisystem von VERITAS, Standarddateisystem unter HP-UX
- XFS: Journaling-Dateisystem von SGI primär für IRIX (nicht verwechseln mit xFS)
- ZFS (Zettabyte File System): Dateisystem mit weit gesteckten Limits und vielfältigem Volumenmanagement, von Sun Microsystems für Solaris geschrieben

#### Sonstige
- AthFS (AtheOS File System): weiterentwickelte Variante von BFS mit Journaling, unter AtheOS
- CBMFS (Commodore Business Machines File System): auf Commodore-64-Disketten, u. a. beim VC1541.
- Files-11: Standarddateisystem unter OpenVMS
- Fossil: Standarddateisystem unter Plan 9
- Lessfs: Speziell optimiertes Dateisystem für den Einsatz von Backups. Bis jetzt nur über FUSE.[3]
- MFS (Tivo’s Media File System): speziell bei TiVo-Geräten
- Qnx4fs (QNX 4 File System): Standarddateisystem ab QNX-Version 4
- Qnx6fs (QNX 6 File System): Dateisystem in QNX-Versionen ab 6.4
- SDFS: Unterstützt mehrere Betriebssysteme, Deduplikation und Versionierung
- SkyFS (SkyOS File System): Fork von OpenBFS (s. o.), Standarddateisystem unter SkyOS
- VMFS (Virtual Machine File System): Standarddateisystem bei VMware ESX
- WAFL (Write Anywhere File Layout): speziell für den Einsatz auf NAS-Systemen der Firma NetApp
- µC/FS ein FAT Filesystem speziell für Embedded Systeme, von Embedded Office

### Dateisysteme für Flash-Datenträger
Aufgrund der besonderen Eigenschaften von Datenträgern auf Basis von Flash-Speicher existieren einige Dateisysteme, die auf diese Eigenschaften besondere Rücksicht nehmen.
- APFS (Apple File System): Dateisystem von Apple, das von Grund auf für Flash-Speicher optimiert wurde
- ETFS (Embedded Transactional File System): Dateisystem für NAND-Flash besonders unter QNX
- exFAT (Extended File Allocation Table): eine weiterentwickelte Version von Microsofts FAT32, enthalten ab Windows CE 6, Vista SP1 und XP SP2
- F2FS (Flash-Friendly File System), Logging-Dateisystem von Samsung speziell für NAND-Flash-Laufwerke
- JFFS (Journaling Flash File System): Logging-Dateisystem speziell für NOR-Flashspeicher; entgegen dem Namen verwendet es kein Journaling
- JFFS2 (Journaling Flash File System, Version 2): weiterentwickelte Variante von JFFS, Unterstützung für NAND-Flash, Komprimierung etc.; entgegen dem Namen verwendet es kein Journaling
- LogFS: Logging-Dateisystem speziell für Flash-Laufwerke, potenzieller JFFS2-Nachfolger, noch in Entwicklung
- NVFS (Non-volatile file system): bei Palm-PDAs eingesetztes Dateisystem zur Persistierung der Inhalte des flüchtigen Speichers
- TrueFFS (True Flash File System): historisches Dateisystem für Solid-State-Drives von M-Systems (siehe auch: DiskOnChip)
- spiffs (für Serial Peripheral Interface Flash File System) für serielle NOR-Flash-Speicher mit SPI-Schnittstelle.
- ExtremeFFS (Extreme Flash File System): TrueFFS-Nachfolger von SanDisk
- UBIFS (Unsorted Block Image File System): von Nokia geförderter, potenzieller JFFS2-Nachfolger
- YAFFS (Yet Another Flash File System): speziell für NAND-Flashspeicher
- JesFS (Jo’s embedded FileSystem): Ein robustes Dateisystem speziell für kleine Microcontroller (16/32 Bit) und serielle NOR-Flash-Speicher bis zu 2GByte. Veröffentlicht[4] unter GPL v3.

### Dateisysteme für CD-ROM/DVD-ROM
- ISO 9660 (auch CDFS, Compact Disc File System): Standarddateisystem für CD-ROMs
- Joliet: Erweiterung des ISO9660-Formats für längere Dateinamen mit Unicodezeichen, von Microsoft
- Romeo: Erweiterung des ISO9660-Formats für längere Dateinamen ohne Unicodezeichen, von Adaptec
- Rockridge: Erweiterung des ISO9660-Formats für UNIX-artige Betriebssysteme mit Dateirechten etc.
- UDF (Universal Disk Format): Standarddateisystem für DVDs und Blu-ray Discs

### Dateisysteme für Disketten
siehe Diskette#Verwendbare Dateisysteme (Beispiele)

## Netzwerk- und Cluster-Dateisysteme
Vor allem im Umfeld professioneller Dateiverwaltung strebt man oft verteilte Speichersysteme an, je nach Anforderung zentral oder dezentral organisiert. Für diese werden meist spezielle Dateisysteme benötigt, um den Zugriff mehrerer Teilnehmer über Netzwerk auf Daten sicher und transparent handhaben zu können.
- AFS (Andrew File System): Netzwerkdateisystem für größere Maßstäbe, mit eigener Rechteverwaltung (nicht zu verwechseln mit Acer Fast Filesystem)
- Apple Filing Protocol: Netzwerkdateisystem vor allem für Mac-OS-Systeme
- BeeGFS: (vormals FhGFS) paralleles Netzwerkdateisystem für performance-kritische Anwendungen
- Ceph: Verteiltes Dateisystem, bietet Object, Block, und File Storage
- CIFS (Common Internet File System): anderer Name für SMB
- Coda: ein fortgeschrittenes Netzwerk-Dateisystem ähnlich wie NFS
- CFS (Cryptographic File System): auf einen NFS-Daemon aufsetzendes verschlüsseltes Dateisystem
- DCE/DFS (Distributed Computing Environment Distributed File System): eine Weiterentwicklung des Andrew File System, von der Open Group
- CXFS (Clustered XFS): asymmetrisch verteiltes Dateisystem von SGI
- DFS (Distributed File System): verteiltes Dateisystem für Microsoft-Windows-Systeme (nicht zu verwechseln mit Acorn DFS)
- EMC Celerra HighRoad: asymmetrisch verteiltes Dateisystem auf Basis von NFS, von EMC
- GFS (Global File System): Cluster-Dateisystem von Red Hat, wahlweise symmetrisch oder asymmetrisch
- GlusterFS: freies Cluster-Dateisystem über FUSE, für HA- und HPC-Umgebungen
- GPFS (General Parallel File System): Cluster-Dateisystem für Linux- und AIX-Systeme
- HAMMER: hochverfügbares Cluster-Dateisystem für DragonFly BSD
- HP CFS (Hewlett-Packard Cluster File System): Cluster-Dateisystem für Tru64 UNIX, von HP
- LizardFS: fehlertolerantes, verteiltes Open Source Dateisystem für Unix-Systeme, das auch Windows Clients unterstützt (MooseFS Fork)
- Lustre: objektbasiertes Cluster-Dateisystem für Linux
- Melio FS (Melio File System): symmetrisch verteiltes Dateisystem für Windows, von Sanbolic
- Moose File System: fehlertolerantes, verteiltes Dateisystem für Unix-Systeme
- Nasan File System bzw. SAN-FS: asymmetrisch verteiltes Netzwerkdateisystem, von DataPlow
- NFS (Network File System): Netzwerkdateisystem von Sun Microsystems
- OCFS2 (Oracle Cluster File System, Version 2): symmetrisch verteiltes, POSIX-kompatibles Cluster-Dateisystem, von Oracle für Linux
- PSFS (PolyServe File System): symmetrisch verteiltes Netzwerkdateisystem für PolyServe Matrix Server, von PolyServe
- PStorage (Parallels Cloud Storage): fehlertolerantes, hochverfügbares Dateisystem mit SSD-Caching spezialisiert auf virtualisierte Umgebungen, von Parallels
- QFS (Quick File System): asymmetrisch verteiltes Netzwerkdateisystem für Solaris, von Sun Microsystems
- SMB (Server Message Block): Netzwerkprotokoll, das u. a. ein Netzwerkdateisystem bietet, vor allem für Windows-Systeme
- SSHFS (Secure Shell Filesystem): benutzt SFTP, um ein per SSH erreichbares Dateisystem zu mounten
- StorNext File System: asymmetrisch verteiltes Netzwerkdateisystem, von Quantum
- Veritas Storage Foundation Cluster File System: asymmetrisch verteiltes Cluster-Dateisystem, von Symantec
- xFS (x File System): Netzwerkdateisystem, entwickelt an der Berkeley-Universität (nicht zu verwechseln mit XFS)
- Xsan: asymmetrisch verteiltes Cluster-Dateisystem für macOS, das mit dem StorNext File System interoperieren kann, von Apple
- XtreemFS: verteiltes Dateisystem für WANs, für XtreemOS bzw. Linux und auch für Windows Computer (XP, Vista) jedoch nur Clients
- Quobyte: skalierbare, fehlertolerante Software-Speicherlösung auf Basis eines verteilten Dateisystems

## Spezialisierte Dateisysteme
- CoreFSIF: verschlüsselndes Dateisystemcontainerformat für Embedded-Systeme, von Avanticore
- CramFS (Compressed ROM filesystem): komprimiertes Nur-Lese-Dateisystem für eingebettete Systeme und Installationsmedien
- SquashFS: komprimiertes Nur-Lese-Dateisystem

## Dateisystemkonzepte
Die folgenden Dateisysteme sind keine im engeren Sinn, sondern eher Konzepte, die die Dateiverwaltung auf besondere Weise beeinflussen.
- aufs (Another UnionFS): Meta-Dateisystem, das mehrere Dateisysteme übereinanderlegt
- FUSE (Filesystem In Userspace): Dateisystemframework, um Dateisystemtreiber im Userland betreiben zu können
- IFS (installable file system): Dateisystemframework für Windows 95 und OS/2
- LUFS (Linux Userland File System): obsoleter Vorläufer von FUSE
- OverlayFS: Meta-Dateisystem, das mehrere Dateisysteme übereinanderlegt
- UnionFS: Meta-Dateisystem, das mehrere Dateisysteme übereinanderlegt
- VFS (virtual file system): Abstraktionsschicht oberhalb konkreter Dateisysteme